# Допант
Допа́нт (англ. dopant) —
1. Речовина, додавання якої в невеликих кількостях до твердого каталізатора збільшує його активність.
2. У хімії напівпровідників — елемент, введений в слідових кількостях у структуру монокристала кремнію чи епітаксіальний шар з метою надання йому певного типу провідності чи опірності (n-типу чи р-типу). Серед них розрізняють донори та акцептори.

## загальний опис
Допант (також званий легуючим агентом) — це невелика кількість речовини, доданої до матеріалу для зміни його фізичних властивостей, наприклад електричних або оптичних властивостей. Кількість легуючої домішки зазвичай дуже низька порівняно з легованим матеріалом.
При додаванні в кристалічні речовини атоми допанту включаються в кристалічну решітку речовини. Кристалічні матеріали часто являють собою або кристали напівпровідника, такі як кремній і германій для використання в твердотільній електроніці, або прозорі кристали для використання у виробництві різних типів лазерів; Однак у деяких випадках останнього некристалічні речовини, такі як скло, також можуть бути леговані домішками.
У твердотільній електроніці використання належних типів і кількості легуючих домішок у напівпровідниках — це те, що створює напівпровідники p-типу та n-типу, які необхідні для виготовлення транзисторів і діодів.

## приклад застосування
Медична галузь має деяке застосування для легованих лазерних кристалів для лазерних скальпелів, які використовуються в лазерній хірургії. Європій, неодим та інші рідкісноземельні елементи використовуються для легування скла для лазерів. Леговані гольмієм і неодим-ітрій-алюмінієві гранати (YAG) використовуються як активне лазерне середовище в деяких лазерних скальпелях.